# Модель Ено-Ейлеса

Контури потенціалу Ено-Ейлеса

Модель або ж система Ено-Ейлеса — це система диференціальних рівнянь (динамічна модель), що була запропонована Майклом Еноном (Michel Hénon) та Карлом Ейлесом (Carl Heiles) під час їхньої роботи в Принстонському університеті над описом нелінійного руху зірки навколо галактичного центру з обмеженням руху в одній площині. У 1964 році вони опублікували статтю під назвою "The applicability of the third integral of motion: Some numerical experiments". Їх початковою ідеєю було знайти третій інтеграл руху в галактичній динаміці. Для цього вони взяли спрощений двовимірний нелінійний осесиметричний потенціал і виявили, що третій інтеграл існує лише для обмеженої кількості початкових умов. У сучасній перспективі початкові умови, які не мають третього інтеграла руху, називаються хаотичними орбітами.

## Загальний вигляд

Трьохвимірова анімація для фазової траєкторії динамічної системи Ено-Ейлеса. Точки перетину Пуанкаре, які щільно заповнюють деяку область, доводять, що поточні параметри системи відповідають хаотичному руху.

Потенціал Ено-Ейлеса може бути виражений як
{\displaystyle V(x,y)={\frac {1}{2}}(x^{2}+y^{2})+\lambda \left(x^{2}y-{\frac {y^{3}}{3}}\right).}
Гамільтоніан Ено-Ейлеса має такий вигляд:
{\displaystyle H={\frac {1}{2}}(p_{x}^{2}+p_{y}^{2})+{\frac {1}{2}}(x^{2}+y^{2})+\lambda \left(x^{2}y-{\frac {y^{3}}{3}}\right).}
Відповідно, система диференціальних рівнянь Ено-Ейлеса це наступні чотири рівняння:
{\displaystyle {\dot {x}}=p_{x},}
{\displaystyle {\dot {p_{x}}}=-x-2\lambda xy,}
{\displaystyle {\dot {y}}=p_{y},}
{\displaystyle {\dot {p_{y}}}=-y-\lambda (x^{2}-y^{2}).}
Ці рівняння можна також розглядати як опис двомірного ангармонічного осцилятора.
В середовищі вчених, що вивчає класичний хаос значення параметра {\displaystyle \lambda } зазвичай приймається рівним одиниці. Оскільки ця система означена на {\displaystyle \mathbb {R} ^{2}},  для її моделювання потрібен гамільнтоніан з 2 ступенями вільності. Її можна розв'язати в деяких випадках з допомогою аналізу Пенлеве.

## Квантовий гамільтоніан Ено-Ейлеса
У випадку квантової механіки гамільтоніан Ено-Ейлеса може бути записаний з відповідного двовимірного рівняння Шредінгера, яке має такий вигляд:
{\displaystyle i\hbar {\frac {\partial }{\partial t}}\Psi (x,y)=\left[{\frac {-\hbar ^{2}}{2m}}\nabla ^{2}+{\frac {1}{2}}(x^{2}+y^{2})+\lambda \left(x^{2}y-{\frac {1}{3}}y^{3}\right)\right]\Psi (x,y).}